# Quatrième Internationale posadiste
 (mars 2019).
La Quatrième internationale posadiste fait partie du mouvement communiste mondial. Elle s’est structurée à partir de 1962, lorsque Juan Posadas et le Bureau Latino-américain (BLA) de la IVe Internationale ont rompu avec la direction internationale de l’époque, afin selon eux, d’une part, de rester fidèles au programme et aux objectifs de l’organisation fondée par Trotsky en 1938 et, d’autre part, de participer pleinement à l’organisation des nouvelles forces de la révolution, telles qu’elles ont surgi après la Seconde Guerre mondiale, avec le triomphe de l’Union Soviétique, le développement puissant de la révolution coloniale et la création de nouveaux États ouvriers et des États révolutionnaires sur tous les continents. C'est ainsi qu'en 1968 le groupe posadiste participe à la création du Parti communiste révolutionnaire trotskyste (PCRT).

## Historique

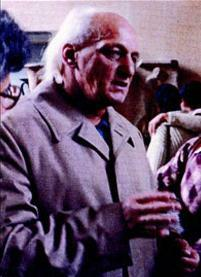
Juan Posadas, fondateur du mouvement posadiste.

Le posadisme est un mouvement politique qui voit le jour dans les années 1960 en Argentine, c'est un nouveau mouvement communiste imaginé par Juan Posadas. Il développe son idée dans un contexte politique tendu qui laisse peu de place a l'optimisme, c'est pourquoi la théorie décalée de Juan Posadas sera beaucoup critiquées mais rencontrera tout de même un certain succès.
La mort de Juan Posadas en 1981 n'a pas signifié la disparition de cette internationale. Les textes qu’il a élaborés jusqu’aux derniers moments de sa vie, souvent moqués et caricaturés à l'époque de leur parution semble connaître une seconde jeunesse en étant notamment repris par certains tenants du New Age. La publication complète de son œuvre semble être aujourd'hui l’un des principaux objectifs de cette internationale posadiste.

## Les Partis membres de la Quatrième internationale posadiste
- Argentine - Partido Obrero Revolucionario - Posadista
- Belgique - Parti ouvrier révolutionnaire - trotskiste
- Bolivie - Partido Obrero Revolucionario (Trotskista-Posadista)
- Brésil - Corrente Posadista do Partido dos Trabalhadores
- Chili - Partido Obrero Revolucionario (Posadista)
- Colombie - Partido Obrero Trotskista Posadista
- Espagne - Partido Obrero Revolucionario (Trotskista-Posadista)
- France - Parti communiste révolutionnaire trotskiste
- Grèce - Epanastatiko Kommounistiko Komma-Posadistes
- Italie - Partito Comunista Rivoluzionario (Trotzkista-Posadista)
- Royaume-Uni - Revolutionary workers' party (trotskyist)
- Uruguay - Parti ouvrier révolutionnaire
- États-Unis - Revolutionary workers party (trotskyist-posadist)

L'ensemble de ces partis ne semble pas compter plus d'un millier de membres au total.

## La théorie Posadiste
Le pensée de Juan Posadas est développée en 1968 dans son essai « Les soucoupes volantes, le processus de la matière et de l’énergie, la science, la lutte de classes et révolutionnaire et le futur socialiste de l’humanité ». L'auteur s'inspire de la vision trotskyste de la politique et prend racine dans la quatrième internationale. Cependant, sa vision des choses se démarque et passe de la nécessité d'une révolution communiste internationale à une révolution "communiste intergalactique".
Cette révolution intergalactique serait permise par les extra-terrestres qui eux-mêmes, étant plus développés que les humains, auraient déjà accédé au communisme et donc mis fin a la lutte des classes. Juan Posadas est convaincu qu'à la suite de cela, les OVNI vont venir sur Terre pour aider les humains dans leur propre révolution grâce à leur développement technologique supérieur au notre. En effet, ces extra terrestres auraient trouvé un moyen d'extraire l'énergie de l'air et ce en quantité illimitée ce qui leur permet de prospérer bien loin des préoccupations engendrées par le capitalisme. Cependant, cette révolution nécessiterait une guerre mondiale nucléaire, inévitable selon lui, affaiblissant les forces capitalistes et permettant donc cette révolution communiste.
Enfin, vers la fin de sa vie, Juan Posadas développe aussi son intérêt pour la sociabilité entre l'humain et l'animal, notamment les dauphins. Cela donnera naissance à une nouvelle théorie selon laquelle, les dauphins pourraient devenir des alliés de la révolution en permettant de communiquer avec les extra terrestres.

## Le cas cubain
Il existait un important mouvement trotskiste à Cuba à la fin des années 50, mouvement qui participa activement et militairement à la prise de pouvoir par Fidel Castro. Lors de la rupture de Juan Posadas et du BLA avec la Quatrième internationale, la quasi-totalité des trotskistes cubains suivirent les thèses de Posadas et constituèrent un Partido obrero revolucionario (trotskista).
Devenus des alliés gênants alors que le régime castriste s'alignait clairement sur les positions soviétiques, les posadistes du Partido obrero revolucionario (trotskista) furent violemment dénoncés par Castro lui-même en janvier 1966 pour leur influence « pestilentielle ». Le groupe fut dissous et ses principaux responsables arrêtés. Ceux qui refusèrent de «capituler» furent condamnés à de très lourdes peines de prison.

## Le posadisme aujourd'hui
Aujourd'hui, le posadisme est une théorie toujours très critiquée notamment par les groupes communistes et trotskystes. Que ça soit dans le milieu médiatique ou politique celui ci est vu comme une énième scission "inutile" des forces socialistes. De plus, cette théorie n'est presque plus prise au sérieux et est principalement citée à des fins humoristiques et détournées afin de créer du divertissement. Toutefois, malgré des idées très controversées, il semblerait que Juan Posadas ait tout de même émis des pensées politiques intéressantes voir avant-gardistes tel que la volonté, toujours très discutée, d'un "Etat palestinien laïque".